# Olympische Jugend-Sommerspiele 2014/Teilnehmer (Osttimor)
| Gelbes Symbol für Goldmedaillen mit stilisierten Olympischen Ringen | Graues Symbol für Silbermedaillen mit stilisierten Olympischen Ringen | Braundes Symbol für Bronzemedaillen mit stilisierten Olympischen Ringen |
| ------------------------------------------------------------------- | --------------------------------------------------------------------- | ----------------------------------------------------------------------- |
| —                                                                   | —                                                                     | —                                                                       |

Die Jugend-Olympiamannschaft aus Osttimor für die II. Olympischen Jugend-Sommerspiele vom 16. bis 28. August 2014 in Nanjing (Volksrepublik China) bestand aus zwei Athleten. Sie konnten keine Medaille gewinnen.

## Athleten nach Sportarten

### Leichtathletik
| Mädchen - Nélia Martins 1500 m: 17. Platz | Jungen - Domingos Sávio dos Santos 800 m: 17. Platz |

Als Mitglied des gemischten Teams 017 gewann Domingos Sávio dos Santos über 8 × 100 m die Bronzemedaille, die sich allerdings nicht im Medaillenspiegel bei Osttimor wiederfindet.